# Stachys arvensis
Stachys arvensis – вид рослин родини Глухокропивові (Lamiaceae). лат. arvensis — «польовий».

## Опис
Однорічна, трав'яниста рослина, як правило, від 30 до 40 (від 10 до 50 см). Тонке стебло стелеться, рідше прямостояче, розгалужене, рідко пухнасте. Прикореневі листки 25–45 × 20–35 мм. Протилежно розташовані листки волохаті, прості листки широко-яйцюваті. Суцвіття з 4–6 квітками. Пелюстки 5,5–7 мм, рожеві або білуваті. Цвіте з лютого по травень.

## Поширення
Північна Африка: Алжир; [пн.] Марокко; Туніс. Західна Азія: Ізраїль; Ліван; Сирія [зх.]; Туреччина [зх.]. Європа: Данія; Ірландія; Швеція [пд.]; Об'єднане Королівство; Австрія; Бельгія; Німеччина; Нідерланди; Польща [зх.]; Швейцарія; Албанія; Колишня Югославія [зх.]; Греція [вкл. Крит]; Італія [вкл. Сардинія, Сицилія]; Франція [вкл. Корсика]; Португалія [вкл. Мадейра]; Гібралтар; Іспанія [вкл. Балеарські острови, Канарські]. Широко натуралізований в деяких інших країнах. Населяє пасовища, лісові галявини і чагарники, парові поля; кременисті, піщані або глинисті субстрати, рідше основні субстрати; 5-1160 м.

## Галерея

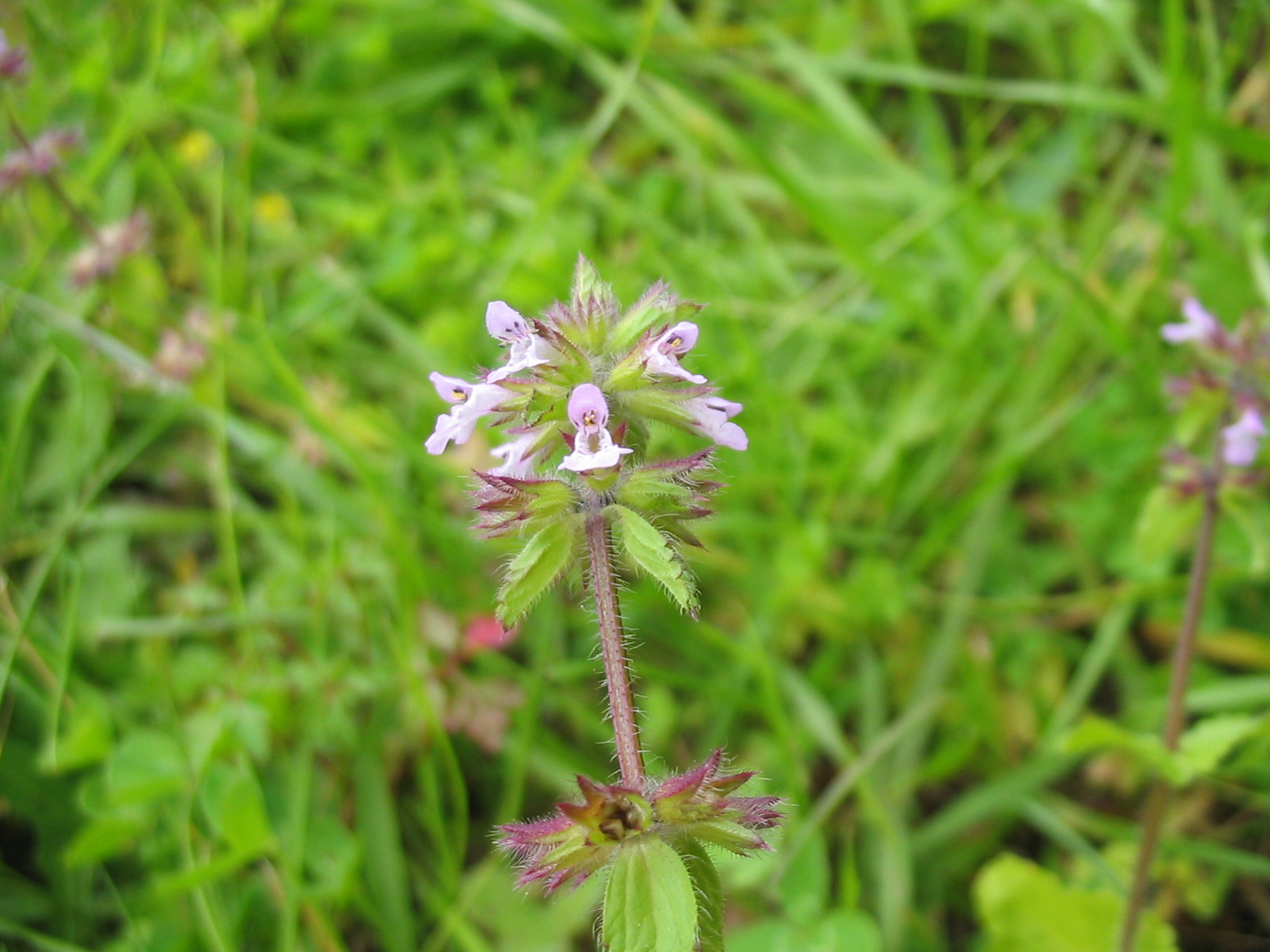
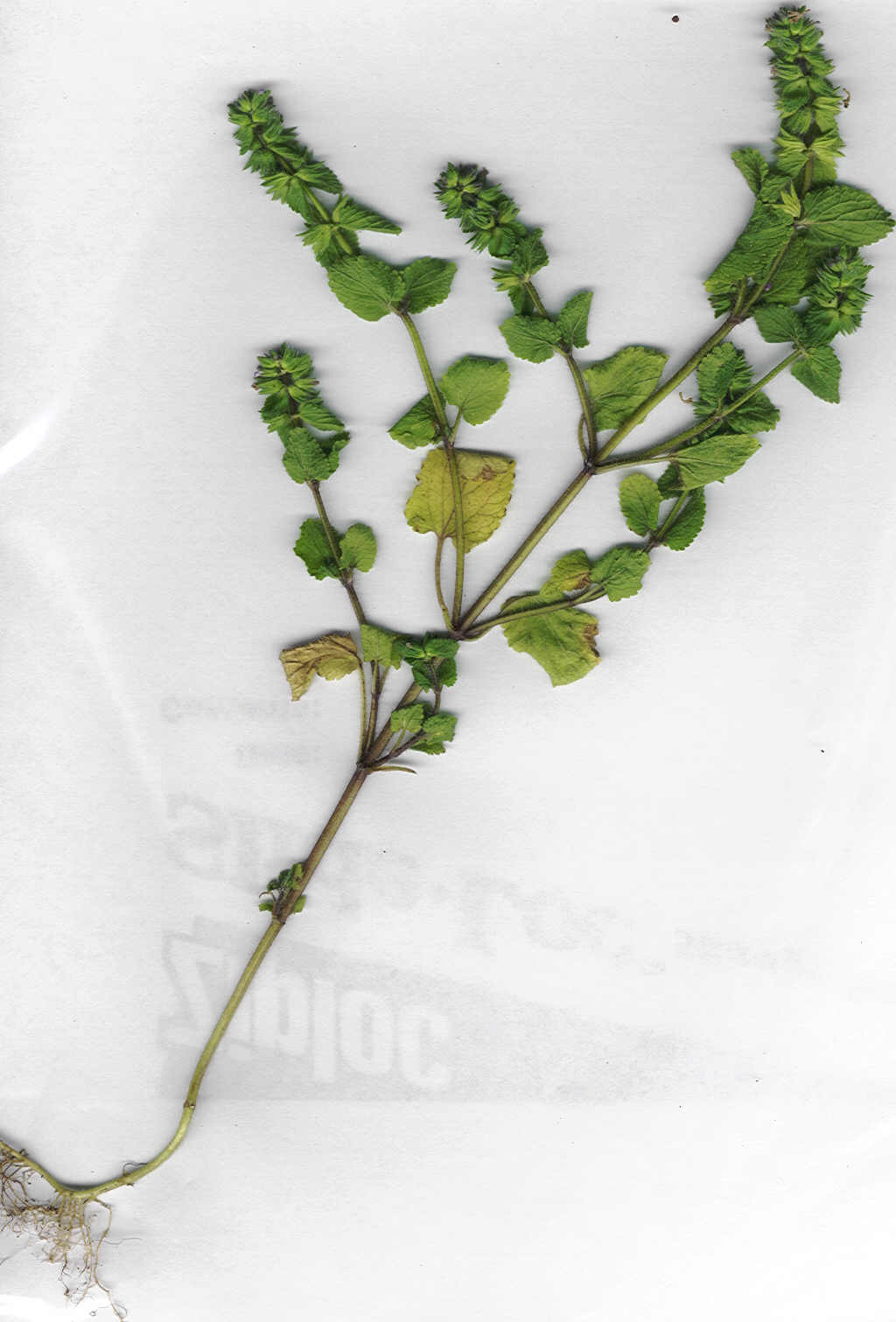
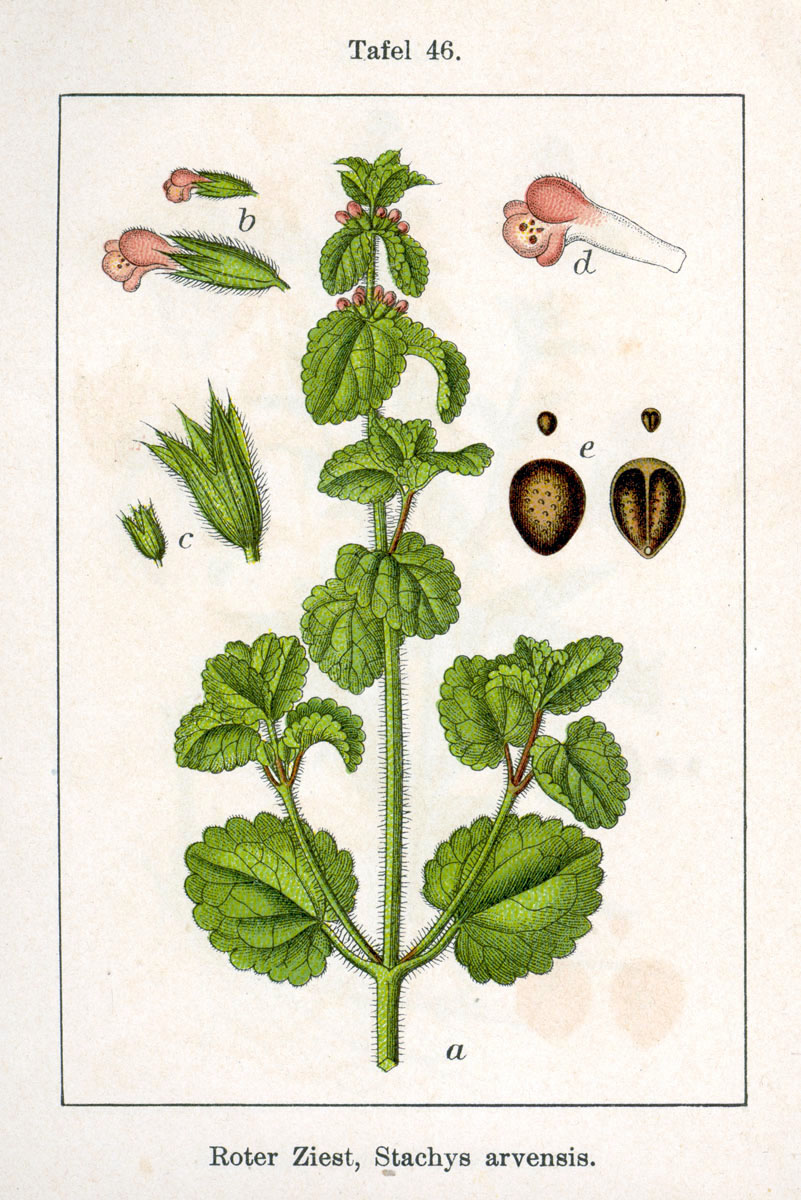